# Josef Richard Sobitschka
Josef Richard Sobitschka von Wiesenhag (9. ledna 1854 Loučná – 23. května 1940 Loučná) byl rakouský a český průmyslový podnikatel a politik německé národnosti, na přelomu 19. a 20. století poslanec Českého zemského sněmu.

## Biografie
Jeho otec byl učitel Josef Paul Sobitschka. Josef Richard Sobitschka vystudoval nižší reálnou školu v Praze a zahájil svou podnikatelskou kariéru u pražské firmy Dotzauer. V hlavním městě pak roku 1879 bratrem založil rukavičkářský závod. Firmě se exportně dařilo a roku 1880 vznikla její pobočka v rodné Loučné, kde Sobitschka využil nižších cen nájmů. Pražský závod se roku 1886 přestěhoval do nového areálu a pobočka v Loučné získala novou podobu v roce 1889. Od roku 1897 zavedla firma nový střih (takzvaný Beauty cut), který si nechala patentovat. Od 80. let 19. století se podnik soustřeďoval na vývoz do USA a Velké Británie. V roce 1911 byla firma proměněna na akciovou společnost. Podnikal také v uhelném a chemickém průmyslu.
Byl aktivní i v zemské politice. Ve volbách v roce 1895 byl zvolen v kurii venkovských obcí (obvod Jáchymov, Blatno) do Českého zemského sněmu. Uvádí se jako německý liberál (Německá pokroková strana). Mandát zde obhájil i ve volbách v roce 1901 a volbách v roce 1908. Byl členem státní železniční rady, zasedal ve vedení zemské banky, v roce 1897 patřil mezi zakladatele Německého úvěrového spolku pro Čechy, později se stal předsedou správní rady na něj napojené Ústřední banky německých spořitelen. Působil i jako předseda pražské německé obchodní komory. Zasazoval se o hospodářský rozvoj Krušnohoří.
Roku 1909 byl povýšen do šlechtického stavu. Po roce 1918 rezignoval na veřejné funkce a roku 1920 přesídlil do Vídně. Zemřel v rodné Loučné roku 1940.

### Rodinný život
Dne 12. ledna 1887 se v Praze oženil s Irenou Katherinou Mehlschmidtovou, dcerou továrníka koženého zboží (Lederfabrikant).
Bratr Cölestin Sobitschka byl rovněž průmyslový podnikatel a obchodník. Syn Walter Sobitschka byl finanční odborník.